# Nekrolog 1727
Nekrolog
◄◄
| ◄
| 1723
| 1724
| 1725
| 1726
| 1727 | 1728 | 1729 | 1730 | 1731 | ► | ►►
Weitere Ereignisse | Allgemeiner Nekrolog 1727
Die Beschreibung der verstorbenen Person sollte so kurz wie möglich gehalten sein und nur deren signifikante Tätigkeit(en) enthalten.
Neue Namen ggf. auch unter dem Geburts- und Sterbedatum, also etwa unter 1. Januar und im Geburts- und Sterbejahr (2024) eintragen (nur bei entsprechender großer Wichtigkeit). Für Beispiele siehe die schon vorhandenen Artikel.
Außerdem über die fünf zuletzt Verstorbenen, zu denen es einen ausreichend guten Artikel für eine Präsentation auf der Hauptseite gibt, nach der todesbedingten Überarbeitung der Artikel ggf. auch unter Wikipedia Diskussion:Hauptseite informieren und sie am besten auch in den anderen Wikipedia-Sprachversionen eintragen. Tipp: Regelmäßig bei news.google.de nach „ist tot“, „gestorben“ oder „verstorben“ suchen.
Wenn eine Person gestorben ist, gibt es viele Seiten zu dieser Person in der Wikipedia, die davon auch betroffen sind und entsprechend aktualisiert werden müssen. Beispiele: Namenübersichtsseite, Geburtsjahr, Geburtsort-Seiten und viele mehr.
Wie finde ich die betroffenen Seiten?
Im Suchfeld auf der linken Seite gibt man den Suchbegriff so ein: „Vorname Nachname“. Dann klickt man auf Volltext und alle Seiten mit entsprechendem Suchtext werden aufgerufen. Hier sieht man dann schnell, wo auch das Todesjahr Sinn macht oder sogar ein Teil des Artikels angepasst werden muss. Auch hilft das „Werkzeug“ auf der linken Seite sehr gut, um solche Seiten aufzufinden: „Links auf diese Seite“. Somit ist die Wikipedia wieder aktuell in allen Bereichen! Hinweis: bei Eintragung der Kategorie „Gestorben JAHR“ wird der Missbrauchsfilter 49 ausgelöst, was jedoch nicht schlimm ist. Siehe: Spezial:Missbrauchsfilter/49
Dies ist eine Liste von im Jahr 1727 verstorbenen bekannten Persönlichkeiten. Die Einträge erfolgen innerhalb der einzelnen Daten alphabetisch sortiert. Tiere sind im Nekrolog für Tiere zu finden.

## Januar
| Tag        | Name                                | Beruf, bekannt als                                                                       | Alter | Beleg |
| ---------- | ----------------------------------- | ---------------------------------------------------------------------------------------- | ----- | ----- |
| 4. Januar  | Giuseppe Sacripante                 | italienischer Geistlicher und Kardinal                                                   | 84/85 |       |
| 5. Januar  | Giovanni Antonio Burrini            | italienischer Barock und Rokoko-Maler                                                    | 70    |       |
| 7. Januar  | Konrad Proche                       | Abt des Klosters Neuzelle                                                                |       |       |
| 7. Januar  | Johann Philipp Slevogt              | deutscher Jurist und Rechtswissenschaftler                                               | 77    |       |
| 12. Januar | Jacob Leupold                       | deutscher Mechaniker und Instrumentenbauer                                               | 52    |       |
| 13. Januar | Johann Conrad Ziesenis              | deutscher Bildhauer                                                                      | 55    |       |
| 15. Januar | Johann Heinrich Meußel              | deutscher Schriftsteller                                                                 | 81    |       |
| 17. Januar | Justus Daniel Flebbe                | evangelischer Theologe                                                                   |       |       |
| 17. Januar | Johann Christoph Wichmannshausen    | deutscher Orientalist                                                                    | 63    |       |
| 24. Januar | Philippe de Bourbon, duc de Vendôme | französischer General, Herzog von Vendôme und Großprior des Malteserordens in Frankreich | 71    |       |
| 30. Januar | Franz Josef von Manteuffel          | kurbayerischer Kämmerer                                                                  | 63    |       |
| 31. Januar | Johann Wilhelm Petersen             | deutscher Theologe, Mystiker und Chiliast                                                | 77    |       |

## Februar
| Tag         | Name                                            | Beruf, bekannt als                                                                                                   | Alter | Beleg |
| ----------- | ----------------------------------------------- | --- | ----- | ----- |
| 1. Februar  | Hartwig von Platen                              | preußischer Landrat                                                                                                  | 71    |       |
| 1. Februar  | Giuseppe Sala                                   | italienischer Musikverleger, Drucker und Buchhändler                                                                 |       |       |
| 2. Februar  | Andreas Gärtner                                 | Naturwissenschaftler und Erfinder                                                                                    | 72    |       |
| 6. Februar  | Joseph Friedrich Leopold                        | deutscher Kupferstecher und Verleger in Augsburg                                                                     |       |       |
| 13. Februar | Adam Schöttl                                    | Anführer beim Oberländer Bauernaufstand                                                                              |       |       |
| 15. Februar | Philipp Gersenius                               | deutscher Jesuit, Prediger und Hochschullehrer                                                                       | 61    |       |
| 19. Februar | Christian Langhansen                            | deutscher Mathematiker und lutherischer Theologe                                                                     | 66    |       |
| 21. Februar | Maria Ursula Zurlauben                          | Schweizer Äbtissin und Priorin                                                                                       | 75    |       |
| 22. Februar | Samuel Suchodolec                               | polnischer Kartograph in preußischen Diensten                                                                        |       |       |
| 23. Februar | Johann Franz Eckher von Kapfing und Liechteneck | Bischof von Freising                                                                                                 | 77    |       |
| 28. Februar | Christian Otto von Helmolt                      | sachsen-gothaischer Obristleutnant, sachsen-weißenfelsischer Kammerrat sowie Erbherr auf Kannawurf und Bilzingsleben | 69    |       |
| 28. Februar | Georg von Welling                               | deutscher Alchemist, Bergwerksdirektor und Theosoph                                                                  | 71    |       |

## März
| Tag      | Name                                    | Beruf, bekannt als                               | Alter | Beleg |
| -------- | --------------------------------------- | ------------------------------------------------ | ----- | ----- |
| 1. März  | Johann Erwein von Greiffenclau-Vollrads | Vizedom des Rheingaus                            |       |       |
| 8. März  | Balthasar Mentzer III                   | deutscher Mathematiker und Astronom              | 76    |       |
| 15. März | Jacques de Goyon de Matignon            | französischer Geistlicher und Bischof von Condom | 84    |       |
| 16. März | Francis Nicholson                       | britischer Politiker                             | 71    |       |
| 20. März | Peter Boy                               | deutscher Goldschmied und Maler                  |       |       |
| 22. März | Francesco Gasparini                     | italienischer Barockkomponist                    | 66    |       |
| 22. März | Johann Leonhard Rost                    | deutscher Dichter und Astronom                   | 39    |       |
| 31. März | Isaac Newton                            | englischer Physiker, Astronom und Mathematiker   | 84    |       |

## April
| Tag       | Name                          | Beruf, bekannt als                                                                    | Alter | Beleg |
| --------- | ----------------------------- | ------------------------------------------------------------------------------------- | ----- | ----- |
| 2. April  | Edward Rice                   | walisisch-britischer Politiker                                                        |       |       |
| 6. April  | Johann Conrad Weißhaupt       | deutscher Orgelbauer                                                                  | 70    |       |
| 9. April  | Jan Boeksent                  | flämischer Bildhauer und Franziskaner                                                 | 66    |       |
| 9. April  | Johann Adolph von Hettersdorf | Kapitular des Würzburger Domkapitels und Prorektor der Julius-Maximilians-Universität | 49    |       |
| 9. April  | Thomas von Westen             | dänisch-norwegischer Missionar und Lektor                                             | 44    |       |
| 11. April | Heinrich Theobald Schenk      | deutscher evangelischer Theologe und Kirchenliedkomponist                             | 71    |       |
| 18. April | Karl Reinhold von Horcker     | kurbrandenburgischer Generalmajor der Kavallerie                                      |       |       |
| 18. April | Matthias Steinl               | österreichischer Architekt und Bildhauer                                              |       |       |
| 19. April | Franz Kolbe                   | böhmischer Jesuit                                                                     | 45    |       |
| 29. April | François Coudray              | französischer Bildhauer                                                               |       |       |

## Mai
| Tag     | Name                                         | Beruf, bekannt als                                                                                 | Alter | Beleg |
| ------- | -------------------------------------------- | -------------------------------------------------------------------------------------------------- | ----- | ----- |
| 2. Mai  | Paul Aler                                    | luxemburgischer Philologe und Dichter                                                              | 70    |       |
| 2. Mai  | Giuseppe Maria Jacchini                      | italienischer Cellist und Komponist                                                                | 63    |       |
| 4. Mai  | Louis Armand II. de Bourbon, prince de Conti | Fürst von Conti                                                                                    | 31    |       |
| 5. Mai  | Eberhard Friedrich Hiemer                    | deutscher lutherischer Theologe                                                                    | 44    |       |
| 6. Mai  | Johann Jakob Vogel                           | deutscher Stuckateur                                                                               | 66    |       |
| 10. Mai | Michel Dubocage                              | französischer Korsar, Entdecker und Kaufmann                                                       | 51    |       |
| 10. Mai | Alexander Otto von Velen                     | General-Kommandeur der kaiserlichen Reiterei sowie Gouverneur der Provinz Limburg                  | 70    |       |
| 11. Mai | Georg Emmerich                               | deutscher Mediziner                                                                                | 61    |       |
| 17. Mai | Katharina I.                                 | russische Zarin                                                                                    | 43    |       |
| 17. Mai | Lebrecht                                     | Fürst von Anhalt-Bernburg-Schaumburg-Hoym                                                          | 57    |       |
| 26. Mai | Francesco Farnese                            | zweiter Sohn des Herzogs Ranuccio II. Farnese                                                      | 49    |       |
| 27. Mai | Ludwig Nikolaus von Hallart                  | General der russischen Armee unter Peter dem Großen                                                | 67    |       |
| 27. Mai | Henri de Nesmond                             | französischer Bischof und Erzbischof                                                               |       |       |
| 31. Mai | Karl August von Schleswig-Holstein-Gottorf   | protestantischer Fürstbischof des Hochstifts Lübeck und Bräutigam der Zarin Elisabeth von Russland | 20    |       |

## Juni
| Tag      | Name                         | Beruf, bekannt als                                                       | Alter | Beleg |
| -------- | ---------------------------- | ------------------------------------------------------------------------ | ----- | ----- |
| 1. Juni  | Cornelis Huysmans            | niederländischer Maler                                                   |       |       |
| 2. Juni  | Johan Gabriel Sparwenfeld    | schwedischer Philologe, Diplomat und Sammler von historischen Dokumenten | 71    |       |
| 4. Juni  | Heinrich Jordan von Wuthenau | königlich-preußischer Generalmajor, Chef des Dragoner-Regiment Nr. 6     |       |       |
| 7. Juni  | Frances Apsley               | britische Hofdame                                                        | 74    |       |
| 8. Juni  | August Hermann Francke       | deutscher Theologe und Pädagoge                                          | 64    |       |
| 9. Juni  | Hans Schönauer               | Baumeister des Barock                                                    |       |       |
| 17. Juni | Isaac van Hoornbeek          | niederländischer Staatsmann und Ratspensionär                            | 71    |       |
| 18. Juni | Georg Wartmann               | Schweizer Bürgermeister                                                  | 81    |       |
| 22. Juni | Georg I.                     | König von Großbritannien und Irland, Kurfürst von Braunschweig-Lüneburg  | 67    |       |
| 22. Juni | Andreas Reinecke             | deutscher Orgelbauer                                                     |       |       |
| 24. Juni | Walter Beckhoff              | Hamburger Senator                                                        | 78    |       |

## Juli
| Tag      | Name                                 | Beruf, bekannt als | Alter | Beleg |
| -------- | ------------------------------------ | --- | ----- | ----- |
| 9. Juli  | Veronica Giuliani                    | katholische Heilige | 66    |       |
| 10. Juli | Johann Jakob Dahm                    | deutscher Orgelbauer |       |       |
| 10. Juli | Mauritz Vellingk                     | schwedischer Diplomat, Geheimrat, General und Generalgouverneur von Bremen-Verden                                                                                  | 75    |       |
| 11. Juli | Johann Heinrich von Fuchs            | Jurist, Geheimer Kammer und Finanzrat, Vizepräsident und dirigierender Minister des Finanz-, Kriegs- und Domainen-Generaldirektoriums sowie Erbherr auf Wustermark | 62    |       |
| 14. Juli | Cornelius Cruys                      | norwegisch-niederländischer Seefahrer | 70    |       |
| 18. Juli | Franz Anton von Harrach              | Bischof der Diözese Wien, Erzbischof der Erzdiözese Salzburg | 61    |       |
| 20. Juli | Friedrich Christoph von Dohna        | kurbrandenburgischer als auch schwedischer Diplomat und Generalleutnant                                                                                            | 63    |       |
| 22. Juli | Johann Christian Nesen               | deutscher Jurist, Stadtschreiber, Hof- und Justizrat, Bürgermeister und Stadtrichter in Zittau                                                                     | 74    |       |
| 28. Juli | Simon Harcourt, 1. Viscount Harcourt | englischer Politiker und Lordkanzler |       |       |
| 30. Juli | Johann Christoph Bach                | deutscher Kantor, Organist und Komponist | 54    |       |
| 31. Juli | Johann Edmund Gedult von Jungenfeld  | deutscher katholischer Geistlicher und Weihbischof in Weihbischof                                                                                                  | 74    |       |

## August
| Tag        | Name                                                 | Beruf, bekannt als                                                                               | Alter | Beleg |
| ---------- | ---------------------------------------------------- | ------------------------------------------------------------------------------------------------ | ----- | ----- |
| 2. August  | Jonathan Nichols                                     | britischer Politiker                                                                             | 46    |       |
| 4. August  | Melchior Steidl                                      | Tiroler Maler und Freskant                                                                       | 69    |       |
| 5. August  | Khangchenne                                          | tibetischer Regent                                                                               |       |       |
| 6. August  | François Valentijn                                   | niederländischer Historiker und Prädikant der Vereinigten Ostindischen Kompanie auf den Molukken | 61    |       |
| 14. August | William Croft                                        | englischer Organist und Komponist                                                                |       |       |
| 17. August | Ernst Friedrich Finck von Finckenstein               | königlich preußischer Oberst und erster Chef des Kadettenkorps                                   |       |       |
| 17. August | Louis de Rohan-Chabot                                | französischer Adliger                                                                            | 74    |       |
| 18. August | Franz Anton von Landsberg                            | General und Gouverneur der Stadt Münster                                                         | 71    |       |
| 20. August | Ernst Lange                                          | deutscher Kirchenlieddichter                                                                     | 77    |       |
| 25. August | Franz Dietrich Joseph von Landsberg zu Erwitte       | Domherr und Politiker                                                                            | 68    |       |
| 25. August | Humphrey Mackworth                                   | britischer Politiker und Unternehmer                                                             | 70    |       |
| 27. August | Dietrich Otto von Korff gt. Schmising zu Tatenhausen | Geheimrat im Hochstift Münster                                                                   | 76    |       |
| August     | Arent de Gelder                                      | niederländischer Maler                                                                           | 81    |       |

## September
| Tag           | Name                                            | Beruf, bekannt als                                                                    | Alter | Beleg |
| ------------- | ----------------------------------------------- | ------------------------------------------------------------------------------------- | ----- | ----- |
| 1. September  | Christian Wilhelm von Eyben                     | deutscher Jurist und Diplomat                                                         | 64    |       |
| 4. September  | Christiane Eberhardine von Brandenburg-Bayreuth | Kurfürstin von Sachsen, Titularkönigin von Polen                                      | 55    |       |
| 6. September  | Ernst Friedrich von Windisch-Graetz             | Reichshofratspräsident                                                                | 57    |       |
| 9. September  | Pierre Vezin                                    | Violinist, Kurfürstlich Hannoverscher und Königlich Britischer Hof- und Kammermusiker | 73    |       |
| 12. September | Henrich Mencke                                  | deutscher Orgelbauer                                                                  | 50    |       |
| 13. September | Jacob John                                      | deutscher Jurist und Hamburger Senator                                                | 53    |       |
| 25. September | Jacques Abbadie                                 | französischer reformierter Theologe                                                   | 73    |       |
| 25. September | Hans Moritz von Brühl                           | deutscher Hofbeamter                                                                  | 61    |       |
| 29. September | Peter Raben                                     | dänischer Admiral                                                                     |       |       |
| September     | Johann Albiez                                   | deutscher Salpetersieder                                                              |       |       |
| September     | Amadeus de Bussy-Rabutin                        | kaiserlicher General und Gesandter                                                    |       |       |

## Oktober
| Tag         | Name                                   | Beruf, bekannt als                                               | Alter | Beleg |
| ----------- | -------------------------------------- | ---------------------------------------------------------------- | ----- | ----- |
| 1. Oktober  | Alberich Ebenhöch                      | deutscher Rektor und Abt                                         | 61    |       |
| 2. Oktober  | Johann Konrad Brunner                  | Schweizer Arzt                                                   | 74    |       |
| 6. Oktober  | Martin Kaschke                         | deutscher Altersrekordler (116 Jahre)                            | 116   |       |
| 7. Oktober  | Jeanne-Agnès Berthelot de Pléneuf      | Mätresse von Louis IV. Henri de Bourbon                          |       |       |
| 7. Oktober  | Johann Dietrich Sprecher               | deutscher Orientalist und Hochschullehrer                        | 53    |       |
| 8. Oktober  | Georg Sandrart                         | Kaufmann und Tabakfabrikant                                      | 62    |       |
| 10. Oktober | Alphonse d’Ève                         | flämischer Komponist und Kapellmeister                           | 61    |       |
| 10. Oktober | Johann Diedrich Lappenberg             | deutscher lutherischer Theologe                                  | 55    |       |
| 10. Oktober | Charles III. de Rohan                  | französischer Aristokrat                                         | 72    |       |
| 10. Oktober | Gottfried Vockerodt                    | deutscher Pädagoge                                               | 62    |       |
| 12. Oktober | Arnold Wesenfeld                       | deutscher Hochschullehrer, Rektor und Bürgermeister              | 63    |       |
| 15. Oktober | Joachim Lothar Carstens                | deutscher Jurist und Lübecker Bürgermeister                      | 72    |       |
| 16. Oktober | Johann Christoph von Wylich und Lottum | preußischer Offizier, zuletzt Generalmajor                       | 46    |       |
| 21. Oktober | Philipp Adam zu Eltz                   | hannoverscher Geheimer Rat und kursächsischer Rittergutsbesitzer | 61    |       |
| 25. Oktober | Coelestin Höynck                       | Abt                                                              |       |       |
| 26. Oktober | Louis de Sacy                          | französischer Jurist und Schriftsteller                          |       |       |
| 27. Oktober | Martin Keyser                          | deutscher Jäger und Fischereimeister                             | 64    |       |
| 29. Oktober | Ioan Giurgiu Patachi                   | Bischof von Făgăraș                                              |       |       |
| 31. Oktober | Johann Moritz Hofmann                  | deutscher Mediziner und Hochschullehrer                          | 74    |       |

## November
| Tag          | Name                              | Beruf, bekannt als                                   | Alter | Beleg |
| ------------ | --------------------------------- | ---------------------------------------------------- | ----- | ----- |
| 4. November  | Theodor Thier                     | Benediktiner, Reichsabt von Werden                   | 53    |       |
| 6. November  | Henriette von Osterhausen         | letzte Geliebte von August dem Starken               |       |       |
| 9. November  | Giambattista Ragusa               | italienischer Bildhauer des Barock                   |       |       |
| 11. November | Johann Andreas Eisenbarth         | deutscher Handwerkschirurg, Wundarzt und Starstecher | 64    |       |
| 18. November | Pellegrino Antonio Orlandi        | italienischer Autor und Kunsthistoriker              | 67    |       |
| 26. November | Edward Russell, 1. Earl of Orford | britischer Seeoffizier und Politiker                 |       |       |
| 27. November | Michael Schnock                   | Abt des Klosters Eberbach                            | 74    |       |
| November     | Blasius Bender                    | Abt des Klosters St. Blasien (1720 bis 1727)         |       |       |
| November     | Johann Sigismund Kusser           | deutscher Kapellmeister und Komponist                | 67    |       |

## Dezember
| Tag          | Name                                          | Beruf, bekannt als                                               | Alter | Beleg |
| ------------ | --------------------------------------------- | ---------------------------------------------------------------- | ----- | ----- |
| 1. Dezember  | Johann Heinrich Buttstedt                     | deutscher Komponist                                              | 61    |       |
| 4. Dezember  | Sophie Wilhelmine von Sachsen-Coburg-Saalfeld | Fürstin von Schwarzburg-Rudolstadt                               | 34    |       |
| 5. Dezember  | Carl Gottfried von Degenfeld                  | Mitherr auf Wagenbach, zu Waibstadt, Unterbiegelhof und Ehrstädt | 37    |       |
| 5. Dezember  | Sylvester Grabe                               | deutscher Bibliothekar und Mediziner                             | 53    |       |
| 6. Dezember  | Abraham Bogaert                               | niederländischer Apotheker, Chirurg und Schriftsteller           |       |       |
| 7. Dezember  | Antonio de Zamora                             | spanischer Dramatiker                                            | 67    |       |
| 15. Dezember | Pantaleon Bruns                               | deutscher Weihbischof und Benediktinerabt                        | 57    |       |
| 15. Dezember | Georg Daniel von Buttlar                      | Ritter des Deutschen Ordens                                      |       |       |
| 18. Dezember | Johann Baptist Matthäus Trost                 | deutscher Komponist                                              | 58    |       |
| 18. Dezember | Philipp Winterhalder                          | deutscher Bildhauer                                              | 60    |       |
| 20. Dezember | Johann Andreas Danz                           | deutscher Theologe (lutherisch) und Orientalist                  | 73    |       |
| 25. Dezember | Sarah Kemble Knight                           | US-amerikanische Geschäftsfrau und Autorin                       | 61    |       |
| 26. Dezember | Baltasar de Zúñiga y Guzmán                   | Vizekönig von Navarra, Sardinien und Neuspanien                  |       |       |
| Dezember     | Tsewangrabtan                                 | Herrscher der Dschungaren                                        |       |       |

## Datum unbekannt
| Tag | Name                                                 | Beruf, bekannt als                                                                                               | Alter | Beleg |
| --- | ---------------------------------------------------- | --- | ----- | ----- |
|     | Johann Adam Breunig                                  | deutscher Baumeister und Architekt                                                                               |       |       |
|     | Michiel Carrée                                       | niederländischer Tier- und Landschaftsmaler                                                                      |       |       |
|     | Pau Costa                                            | spanischer (katalanischer) Bildhauer                                                                             |       |       |
|     | Jan Frans van Douven                                 | niederländischer Maler                                                                                           |       |       |
|     | Joseph Jacob van Geldern                             | deutscher Bankier und Hoffaktor                                                                                  |       |       |
|     | Philipp Wilderich Johann Georgendiel von Georgenthal | deutscher geheimer Sekretär und Referendar lateinischer Expedition in der Kanzlei des Heiligen Römischen Reiches |       |       |
|     | Johann Balthasar von Herold                          | deutscher Glockengießer und Geschützgießer                                                                       |       |       |
|     | Jerzy Dominik Lubomirski                             | polnischer Kronoberkämmerer                                                                                      |       |       |
|     | Ernst Theophil Maier                                 | deutscher Jurist und Hochschullehrer                                                                             |       |       |
|     | Jakob Marell                                         | deutscher Jesuit und Knabenschänder                                                                              |       |       |
|     | Luka Mislej                                          | slowenischer Bildhauer und Maler                                                                                 |       |       |
|     | Mulai Ismail                                         | alawidischer Sultan in Marokko                                                                                   |       |       |
|     | Johann Samuel Nahl                                   | deutscher Bildhauer                                                                                              |       |       |
|     | Johann Matthias Naumann                              | deutscher Orgelbauer                                                                                             |       |       |
|     | Sauveur-André Pellas                                 | französischer Paulanermönch, Romanist, Provenzalist und Lexikograf                                               |       |       |
|     | Hannah Callowhill Penn                               | zweite Ehefrau William Penns                                                                                     |       |       |
|     | Kaspar Teschemacher                                  | Bürgermeister von Elberfeld                                                                                      |       |       |
|     | Peter Wichelhausen                                   | Bürgermeister von Elberfeld                                                                                      |       |       |